# Trachinotus carolinus
El pámpano amarillo (Trachinotus carolinus) es una especie de peces de la familia Carangidae en el orden de los Perciformes.

## Morfología
• Los machos pueden llegar alcanzar los 64 cm de longitud total.

## Distribución geográfica
Se encuentra en el  Atlántico occidental: desde Massachusetts (Estados Unidos) hasta el Brasil, incluyendo el Golfo de México y los Indias Occidentales. Está ausente de las Bahamas.